# Гарріс (округ, Техас)
Шаблон:StateAbbr_ 29°52′ пн. ш. 95°23′ зх. д. / 29.86° пн. ш. 95.39° зх. д.
Округ Гарріс (англ. Harris County) — округ (графство) у штаті Техас, США. Ідентифікатор округу 48201.

## Історія
Округ утворений 1836 року.

## Демографія
За даними перепису 2000 року загальне населення округу становило 3400578 осіб, зокрема міського населення було 338469, а сільського — 62109. Серед мешканців округу чоловіків було 1693882, а жінок — 1706696. В окрузі було 1205516 домогосподарств, 834290 родин, які мешкали в 1298130 будинках. Середній розмір родини становив 3,38.
Віковий розподіл населення поданий у таблиці:
| Стать    | До 15 років | 15-21  | 22-29  | 30-39  | 40-49  | 50-65  | 65-85  | Понад 85 |
| -------- | ----------- | ------ | ------ | ------ | ------ | ------ | ------ | -------- |
| Чоловіки | 424010      | 181478 | 227189 | 285762 | 258756 | 212789 | 96921  | 6977     |
| Жінки    | 404952      | 169736 | 222102 | 279403 | 259252 | 222254 | 130401 | 18596    |

## Суміжні округи
- Монтгомері — північ
- Ліберті — північний схід
- Чемберс — схід
- Галвестон — південний схід
- Бразорія — південь
- Форт-Бенд — південний захід
- Воллер — північний захід

## Міста-побратими
- Новий Тайбей, Тайвань[5]

## Виноски
1. ↑  U.S. Decennial Census. United States Census Bureau. Архів оригіналу за 12 травня 2015. Процитовано 28 квітня 2015.
2. ↑  Texas Almanac: Population History of Counties from 1850–2010 (PDF). Texas Almanac. Архів оригіналу (PDF) за 26 лютого 2015. Процитовано 28 квітня 2015.
3. ↑  State & County QuickFacts. United States Census Bureau. Архів оригіналу за 25 червня 2011. Процитовано 28 квітня 2015.(англ.) Наведено за англійською вікіпедією.
4. ↑  American FactFinder. Бюро перепису населення США. Архів оригіналу за 21 травня 2008. Процитовано 31 січня 2008.
5. ↑  新北市政府 (8 жовтня 2013). 姊妹市及友好城市. 新北市政府. Процитовано 4 серпня 2022.

| США | Це незавершена стаття з географії США. Ви можете допомогти проєкту, виправивши або дописавши її. |